# Plaguicida
Un plaguicida o pesticida és un agent químic o biològic usat contra l'acció d'organismes considerats perjudicials per als conreus, la ramaderia i l'home. Són un tipus de biocida.
Sovint s'estableix una diferenciació que considera que un plaguicida és només el producte usat contra una plaga. Aleshores es consideren els altres productes amb el seu nom específic en el cas d'haver-se originat una malaltia per altres organismes vius (Fungicida, bactericida, etc.) 
Segons la definició de la FAO, un plaguicida és qualsevol substància destinada a prevenir, destruir, atreure, repel·lir o combatre qualsevol plaga, incloses les espècies indesitjades de plantes o animals, durant la producció, emmagatzematge, transport, distribució i elaboració d'aliments, productes agrícoles o aliments per a animals, o que pugui administrar-se als animals per combatre ectoparàsits. El terme inclou les substàncies destinades a utilitzar-se com a reguladors del creixement de les plantes, defoliants, dessecants, agents per reduir la densitat de fruita o inhibidors de la germinació, i les substàncies aplicades als cultius abans o després de la collita per protegir el producte contra la deterioració durant l'emmagatzematge i transport. El terme no inclou normalment els fertilitzants, nutrients d'origen vegetal o animal, additius alimentaris ni medicaments per a animals».
En la definició de plaga s'inclouen insectes, herbess, ocells, mamífers, mol·luscs, peixos, nematodes, o microbis que competeixen amb els humans per aconseguir aliment, destrueixen la propietat, propaguen malalties o són vectors d'aquestes, o causen molèsties. Els plaguicides no són necessàriament verinosos, però poden ser tòxics per als humans o altres animals.
Però d'acord amb la Conveni d'Estocolm sobre contaminants orgànics persistents, nou dels dotze més perillosos i persistents compostos orgànics són plaguicides.
El terme plaguicida està més àmpliament difós que el nom genèric exacte: biocida (literalment: eliminador de la vida). El terme plaguicida suggereix que les plagues poden ser distingides dels organismes no nocius, que els plaguicides no ho mataran, i que les plagues són totalment indesitjables.
Durant els anys 1980, l'aplicació massiva de plaguicides va ser considerada, generalment, com una revolució de l'agricultura. Eren relativament econòmics i altament efectius. La seva aplicació va arribar a ser una pràctica comuna com a mesura preventiva àdhuc sense cap atac visible. Des de llavors, l'experiència ha demostrat que aquest mètode no solament perjudica el medi ambient, sinó que a la llarga és també ineficaç. On s'han utilitzat els plaguicides de manera indiscriminada, les espècies de les plagues s'han tornat resistents i difícils o impossibles de controlar. En alguns casos s'ha creat resistència en els vectors principals de les malalties (p. ex. els mosquits de la malària), o han sorgit noves plagues agrícoles. Per exemple, tots els àcars van ser fomentats pels plaguicides, perquè no abundaven abans de la seva ocupació.
Sobre la base d'aquesta experiència, els especialistes en la protecció de cultius han desenvolupat un mètode més diversificat i durador: el control integrat de plagues.

## Classificació
Els plaguicides poden classificar-se atenent a diversos aspectes:
Segons la destinació de la seva aplicació poden considerar-se:
- plaguicides d'ús fitosanitari, productes fitosanitaris: destinats a la seva utilització en l'àmbit de la sanitat vegetal o el control de vegetals.
- plaguicides d'ús ramader: destinats a la seva utilització a l'entorn dels animals o en activitats relacionades amb la seva explotació.
- plaguicides d'ús en la indústria alimentària: destinats a tractaments de productes o dispositius relacionats amb la indústria alimentària.
- plaguicides d'ús ambiental: destinats al sanejament de locals o establiments públics o privats.
- plaguicides d'ús en higiene personal: preparats útils per a l'aplicació directa sobre l'ésser humà.
- plaguicides d'ús domèstic: preparats destinats per a aplicació per persones no especialment qualificades en habitatges o locals habitats, és el més perillós, ja que al voltant de 10 milions de persones moren a causa de vectors.

Segons la seva acció específica poden considerar-se:
1. Insecticida
2. Acaricida
3. Fungicides
4. Desinfectant i Bactericida
5. Herbicida
6. Fitorregulador i productes afins
7. Rodenticida i diversos
8. Específics post-collita i sements
9. Protectors de fustes, fibres i derivats
10. plaguicides específics varis

Segons l'estat de presentació o sistema utilitzat en l'aplicació:
- Gasos o gasos liquats.
- Fumigants i aerosols.
- Pólvores amb diàmetre de partícula inferior a 50 µm.
- Sòlids, excepte els esquers i els preparats en forma de tauletes.
- Líquids.
- Esquers i tauletes.

Segons la seva constitució química, els plaguicides poden classificar-se en diversos grups, els més importants són:
- Arsenicals.
- Carbamats.
- Derivats de cumarina.
- Derivats de urea.
- Dinitrocomposts.
- Organoclorats.
- Organofosforats.
- Organometàl·lics.
- Piretroides.
- Tiocarbamats.
- Triazinas.
- Neonicotinoides
- Benzoilureas

Alguns d'aquests grups engloben diverses estructures diferenciades, per la qual cosa, en cas d'interès, és possible efectuar una subdivisió dels mateixos.
Segons el seu grau de perillositat per a les persones, els plaguicides es classifiquen de la següent forma:
1. De baixa perillositat: els que per inhalació, ingestió o penetració cutània no comporten riscos apreciables.
2. Nocius: els que per inhalació, ingestió o penetració cutània puguin comportar riscos de gravetat limitada.
3. Tòxics: els que per inhalació, ingestió o penetració cutània puguin comportar riscos greus, aguts o crònics, i fins i tot la mort.
4. Molt tòxics: els que per inhalació, ingestió o penetració cutània puguin comportar riscos extremadament greus, aguts o crònics, i fins i tot la mort.

La classificació toxicològica dels plaguicides en les categories de baixa perillositat, nocius, tòxics o molt tòxics es realitza atenent bàsicament a la seva toxicitat aguda, expressada en DL50 (dosi letal al 50%) per via oral o dèrmica per a la rata, o en CL 50 (concentració letal al 50%) per via respiratòria per a la rata, d'acord amb una sèrie de criteris que s'especifiquen en les normes i lleis competents, atenent principalment a les vies d'acció més importants de cada compost.

## Usos

### Agricultura
Els plaguicides poden estalviar diners als agricultors en prevenir les pèrdues de collites per insectes i altres plagues. En un estudi es va calcular que els agricultors als Estats Units van estalviar l'equivalent de quatre vegades el cost dels plaguicides. Un altre estudi va demostrar que el no usar plaguicides resultava en una pèrdua del 10% del valor de les collites. Un altre estudi realitzat en 1999 va trobar que una prohibició de plaguicides als Estats Units pot resultar en un augment del cost dels aliments, pèrdues d'ocupacions i augment de la gana mundial.
Els herbicides poden protegir les fruites i verdures. Els herbicides s'usen per eliminar les males herbes i també per controlar a les plantes invasores que poden infligir danys en el medi ambient.

### Salut pública
Els seus usos més comuns poden ser matar rates i mosquits que poden transmetre malalties com la febre groga i la malària. També poden matar insectes que ens causen picades o que danyen als nostres animals o a les nostres propietats.

Estructura química del DDT, recents estudis involucren aquest insecticida amb el càncer de mames, en animals és tòxic per tota la cadena alimentària per bioacumulació, el seu ús actual està prohibit.

El DDT, un compost organoclorat, ha estat usat fumigant les parets de les cases per combatre la malària des de la dècada de 1950. L'Organització Mundial de la Salut ha recolzat aquestes mesures en algunes de les seves declaracions. No obstant això un estudi en 2007 sembla involucrar al DDT en el càncer de mama quan se sofreix exposició al mateix abans de la pubertat. També pot ocórrer enverinament per DDT i altres compost clorats quan entren en la cadena alimentària. Els símptomes inclouen excitació nerviosa, tremolors, convulsions i mort. Els científics calculen que el DDT i altres compostos químics en la categoria d'organofosfats han salvat set milions de vides des de 1945 en prevenir malalties com la malària, pesta bubònica, tripanosomiasis i tifus. No obstant això el DDT no sempre és efectiu, ja que els insectes desenvolupen resistència al mateix. Aquesta resistència es va començar a notar des de 1955 i ja en 1972 dinou espècies de mosquits han arribat a ser resistents al DDT. En 2000 un estudi a Vietnam va demostrar que els mètodes de control que no usen DDT són més efectius. L'efecte ecològic del DDT en els organismes és un exemple de bioacumulació.
El seu ús està actualment prohibit pel Conveni de Rotterdam que involucra un gran nombre de països.

### Manteniment de reserves d'aigua
Els herbicides també s'usen en llacs i llacunes per controlar el creixement d'algues i plantes aquàtiques que puguin interferir amb la natació, la pesca o que donin males olors. S'usen per controlar els tèrmits i la floridura que poden danyar les construccions.

### Indústria
En els llocs de magatzematge d'aliments s'usen per controlar als rosegadors i insectes que infecten els grans i altres aliments. Cada plaguicida porta aparellats alguns riscos; l'ús adequat de plaguicides redueix aquests riscos a un nivell considerat acceptable per les agències que regulen el seu ús, tals com l'Agència de Protecció Ambiental dels Estats Units (EPA per les seves sigles en anglès) i per l'Agència Reguladora del Control de Pestes (PMRA) de Canadà.

### Domiciliari
Els usos domiciliaris inclouen prevenir l'aparició de plagues domèstiques com a rates, paneroles i mosquits dins de la llar, la prevenció d'aparició de plagues que afecten els animals domèstics com a puces i paparres en gossos i gats. També s'inclouen els plaguicides i herbicides utilitzats en la jardineria domèstica.

## Regulació

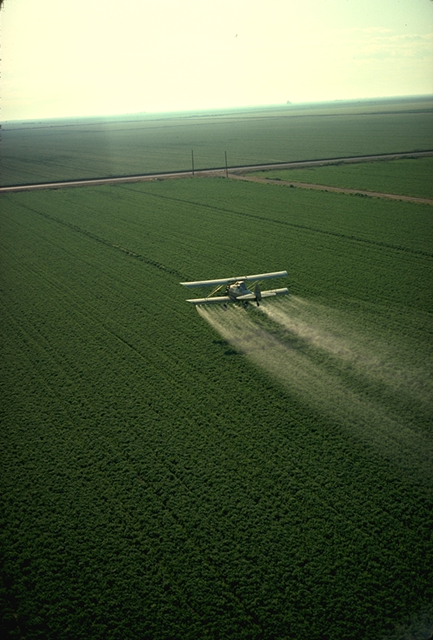
Avioneta abocant plaguicides mitjançant el sistema d'aplicació aèria.

### Internacional
En molts països, els pesticides han d'estar aprovats per a la seva venda i ús per una agència governamental.
A nivell global, el 85% dels països compten amb legislació sobre emmagatzematge adequat de plaguicides i el 51% inclou disposicions per garantir l'eliminació adequada de tots els plaguicides obsolets.
Encara que les regulacions sobre plaguicides difereixen d'un país a un altre, els plaguicides i els productes en els quals s'utilitzen es comercialitzen a través de fronteres internacionals. Per fer front a les inconsistències en les regulacions entre països, els delegats a una conferència de l'Organització de les Nacions Unides per a l'Agricultura i l'Alimentació van adoptar en 1985 un Codi Internacional de Conducta sobre la Distribució i Ús de plaguicides, per crear estàndards voluntaris de regulació de plaguicides en diferents països. El Codi es va actualitzar en 1998 i 2002. La FAO afirma que el codi ha creat consciència sobre els perills dels plaguicides i ha reduït el nombre de països sense restriccions sobre l'ús de plaguicides.
Altres esforços per millorar la reglamentació del comerç internacional de plaguicides són les Directrius de Londres per a l'intercanvi d'informació sobre productes químics objectes de comerç internacional i la Comissió del Codex Alimentarius de les Nacions Unides. El primer busca implementar procediments per assegurar que existeixi consentiment fonamentat previ entre els països que compren i venen plaguicides, mentre que el segon busca crear estàndards uniformes per a nivells màxims de residus de plaguicides en els aliments entre els països participants.
L'educació sobre la seguretat dels plaguicides i la regulació dels aplicadors de plaguicides estan dissenyades per protegir al públic de l'ús indegut de plaguicides, però no eliminen tot ús indegut. Optar per controls alternatius com el control integrat de plagues, reduir l'ús de plaguicides i triar plaguicides menys tòxics pot reduir els riscos que l'ús de plaguicides representa per a la societat i el medi ambient.

#### Conveni de Rotterdam
El Conveni de Rotterdam sobre el procediment de consentiment fonamentat previ aplicable a certs plaguicides i productes químics perillosos objecte de comerç internacional va entrar en vigor el 24 de febrer de 2004.
La primera reunió de la Conferència de les Parts del Conveni de Rotterdam va tenir lloc del 20 al 24 de setembre de 2004 a Ginebra i la segona del 27 al 30 de setembre de 2005 a Roma.

#### Convenció d'Estocolm
El Conveni d'Estocolm sobre contaminants orgànics persistents (COP), signat el 2001 i que entrà en vigor el 2004, té com a objectiu protegir la salut humana i el medi ambient de substàncies químiques tòxiques que són resistents a la biodegradació, que s'acumulen en els organismes vius, es transporten a llargues distàncies, contaminen l'ambient i danyen la salut.
En l'àmbit de les substàncies químiques, és l'instrument legal més important en l'àmbit global pel fet que exigeix l'eliminació total del planeta de plaguicides que presenten característiques de COP. De fet, estableix la prohibició de fabricar i usar de nou plaguicides clorats i procediments per identificar nous COPs que es poden afegir a la llista inicial que estableix el Conveni.
- plaguicides: aldrín, clordà, DDT, dieldrina, endrina, heptaclor, mirex i toxafè
- químics industrials: hexaclorobenzè (HCB) i bifenils policlorats (PCB) i
- COPs produïts no intencionalment: dioxines i furans.

A aquests dotze tòxics (que foren anomenats en el seu temps 'la dotzena bruta'), els països membres del Conveni d'Estocolm van afegir nou l'any 2010 i vuit més fins al 2017. Alguns dels diversos compostos químics sobre els quals s'ha arribat a un acord no seran prohibits tots immediatament i, en alguns casos, es donarà un termini de dos a tres anys, de manera que les indústries en què s'utilitzin trobin alternatives. Per exemple:
- la clodercona.[29]
- l'hexabromobifenil.[30]
- l'èter de hexabromodifenil[31] i l'èter d' heptabromodifenil.[32]
- el lindà (amb una exempció específica per l'ús del lindà com a producte farmacèutic per a la salut humana per al control de la pediculosi i la sarna com a tractament de reserva),
- el pentaclorobenzè.[33]
- l'àcid sulfònic de perfluorooctà (PFOS), juntament amb les seves sals, i el fluorur de sulfonil perfluorooctà (PFOSF) (amb excepcions per a finalitats acceptables però amb el propòsit de reduir i, en última instància, eliminar la utilització o la producció, o ambdues coses, d'aquests productes químics).[34]
- l'èter de tetrabromodifenil[35] i l'èter de pentabromodifenil.[36]
- l'hexaclorobutadié.[37]
- el pentaclorofenol[38] i les seves sals i èsters.

## Efectes ambientals
L'ús de plaguicides crea una sèrie de problemes per al medi ambient. Més del 98% dels insecticides aplicats i del 95% dels herbicides arriben a una destinació diferent del buscat, incloent espècies vegetals i animals, aire, aigua, sediments de rius, mars i aliments. La deriva de plaguicides ocorre quan les partícules de plaguicides suspeses en l'aire són portades pel vent a altres àrees, podent arribar a contaminar-les. Els plaguicides són una de les causes principals de la contaminació de l'aigua i certs plaguicides són contaminants orgànics persistents que contribueixen a la contaminació atmosfèrica.
La contaminació d'aigües té dos orígens: un de directe, per l'ús de plaguicides destinats a la higiene pública (lluita contra larves de mosquits en tolles i aigües estancades, per exemple) i un altre indirecte, per la mobilització de contaminacions d'aire i sòls (deposició de plaguicides, arrossegaments per aigües de pluges i altres mecanismes). Aquesta contaminació pròpiament aquesta ha de separar-se de contaminacions accidentals, però pot aconseguir en ocasions anivellis de risc molt alts que s'han fet evidents en rius i llacs, per la seva transcendència en la fauna agrícola i el risc que presenta l'ús de tals aigües contaminades als éssers humans.
La contaminació de la biosfera pot ser també directa, a conseqüència de tractaments però això entra en l'aspecte de residus ja considerats aparti; i indirecta, constituint veritable contaminació, per la mobilització en la biosfera de les contaminacions d'aire, sòl i aigua.
Els éssers vius contribueixen de manera poderosa a mobilitzar la contaminació i l'exemple més clar d'això és el fenomen de la magnificació de residus i que potser, amb llenguatge més propi hagués de denominar-se bioacumulació i que es fa evident a través de la "escalada" alimentosa dels éssers vius.
En addició, l'ús de plaguicida redueix la biodiversitat, redueix la fixació de nitrogen, contribueix al declivi de pol·linitzadors (reducció dels pol·linitzadors en molts ecosistemes, des de finals del segle XX), destrueix hàbitats (especialment per a aus), i amenaça a espècies en perill d'extinció.
També ocorre que algunes pestes s'adapten als plaguicides i no moren. El que és anomenat resistència a plaguicides, per eliminar la descendència d'aquesta pesta, serà necessari un nou plaguicida o un augment de la dosi de plaguicida. Això causa un empitjorament del problema de contaminació de l'ambient.

## Efectes en la salut
Els efectes dels plaguicides en la salut humana poden ser aguts o retardats en aquells que estan exposats.
L'aplicació de plaguicides i fertilitzants impacta sobre la salut humana, existint relacions directes entre diversos tipus de càncer, problemes en la pell, problemes neurològics, trastorns en el desenvolupament neurològic, defectes congènits i mort fetal. En particular, els treballadors rurals que han d'aplicar els productes agroquímics són els qui sofreixen el major risc i es veuen afectats pel contacte directe, arribant a sofrir danys genètics. La situació és particularment greu per els qui treballen en cultius intensius en el Tercer Món. L'OMS també adverteix que els qui es troben en àrees properes a l'aplicació també es troben en una situació de major risc d'exposició.
Una revisió sistemàtica de la literatura científica va trobar en 2007 que «la majoria dels estudis sobre el limfoma i la leucèmia no Hodgkin van mostrar associacions positives amb l'exposició a pesticides i, per tant, va concloure que l'ús de pesticides s'hauria de reduir.

## Alternatives
Hi ha alternatives a l'ús de plaguicides que inclouen mètodes de cultiu usant controls biològics, com ara feromones i plaguicides microbians, enginyeria genètica, mètodes de disrupció de la reproducció d'insectes. Aquests mètodes estan guanyant popularitat per ser més saludables i de vegades també més efectius. Als Estats Units l'Agència de Protecció Ambiental dels Estats Units (EPA) està registrant majors nombres de plaguicides de baix risc.
Les pràctiques de cultiu inclouen els policultius (conrear una varietat de plantes, l'oposat a monocultiu), rotació de collites, conrear una collita on les plagues estiguin absents o en èpoques en què siguin menys problemàtiques, usar les trucades culls paranys que atreuen a les pestes cap a altres plantes perquè no ataquin a la collita principal. Mesures mecàniques en comptes de químiques, per exemple l'aigua calenta pot tenir gairebé tan bon efecte sobre pugons com els plaguicides.
Un altre mètode és l'alliberament d'altres organismes que combaten a les plagues, com ser les seves depredadors i paràsits naturals. També s'usen plaguicides biològics com a fongs patògens de la pesta, bacteris, virus.
També és possible alterar el cicle biològic de l'insecte per mitjà d'esterilització dels mascles que després són alliberats perquè s'apariïn amb femelles que no podran produir cries. Aquesta tècnica va ser usada per primera vegada amb el cuc barrenador del bestiar en 1958 i ha estat usada posteriorment en la mosca del Mediterrani i en la mosca tse-tse i en l'arna Lymantria dispar. Aquests procediments poden ser costosos, portar molt temps i servir només per a certes espècies de pestes.
No obstant això alguns problemes hi ha evidències que els plaguicides alternatius poden ser tan efectius o encara més que els tradicionals. Per exemple a Suècia va ser possible reduir a la meitat l'ús de plaguicides en els cultius amb una reducció mínima de les collites. A Indonèsia els agricultors van reduir l'ús de plaguicides en les plantacions d'arròs en un 65% i van experimentar un augment del 15% de les collites.
Les escoles de camp per a agricultors tenen com a propòsit millorar les habilitats d'aquests amb la finalitat d'apoderar-los a prendre millors decisions. Cada programa té objectius diferents, però sovint apunten a reduir l'ús de pesticides, promoure millors pràctiques agrícoles, i augmentar els rendiments i ingressos. Aquestes escoles utilitzen facilitadores que empren mètodes d'aprenentatge participatiu i experiencial durant tota una temporada de cultiu. A diferència dels projectes tradicionals d'extensió agrícola, els quals ensenyen principalment pràctiques simples, les escoles de camp solen ensenyar tècniques holístiques, com el maneig integrat de plagues.
Una revisió de 92 estudis realitzats en països d'ingressos mitjans i baixos, i de 20 estudis qualitatius, va concloure que les escoles de camp per a agricultors amplien el seu coneixement i adopció de pràctiques beneficioses, a més de que redueixen l'ús de pesticides i la degradació ambiental. Això es tradueix en un augment mitjana del 13% en els rendiments agrícoles i de 20% en els ingressos. D'altra banda, els programes executats a escala nacional no van mostrar cap resultat positiu, i es va trobar que els agricultors que no participen al programa no aprenen dels seus veïns que sí ho fan.

## Beneficis i perjudicis
Els beneficis de l'ús de plaguicides són la reducció de la bretxa de productivitat i la del nivell d'insalubritat en l'agricultura.
Encara que aquests efectes siguin positius, cal comparar-los amb el risc de provocar el decés d'altres éssers vius i consegüent desastre ecològic com amb el poc conegut insecticida de tisoreta (Forficula auricularia). Certs plaguicides són "tan efectius" que els han hagut de prohibir per evitar la desaparició de les plagues al cent per cent.

## Insecticides comunament utilitzats en soia
Molts insecticides utilitzats en els afídids de la soia són altament tòxics per a les abelles. Els següents són els insecticides comunament utilitzats en soia.
- Acefat (1)
- Carbaril (1)
- Clorpirifós
- Dimetoat
- Indoxacarb
- Metomil (1)
- Paratió-metil (1)
- Espinosad

## Inconvenients
Alguns dels problemes de l'ús de les pesticides són:
- Resistència genètica: els organismes resistents són els que tenen descendència i formen noves poblacions resistents a les pesticides.

- Alteracions a l'ecosistema: les pesticides també eliminen els organismes beneficiosos com les abelles, i fins i tot, ocells o gats entre d'altres.

- Provoquen l'aparició de noves plagues: al desaparèixer espècies, altres que no eren plagues passen a ser-ho.

- Riscos per a la salut humana: el contacte amb pesticides pot danyar a les persones en algunes circumstàncies. Si el contacte és amb altes dosis de pesticides,. pot produir-se la mort; però dosis baixes amb llargs períodes de contacte també poden provocar malalties com alguns tipus de càncer o unes altres.

## Tipus de productes plaguicides
- Insecticida:contra insectes
- Acaricida:contra àcars
- Avicida: producte que mata els ocells, però s'utilitzen més aviat els productes repel·lents
- Esterilitzants químics
- Molusquicida: contra cargol i llimac
- Nematicida: contra cucs nematodes
- Rodenticida: contra rosegadors
- Repel·lent: diversos productes contra insectes, aus o mamífers
- Bactericida: contra bacteris
- Herbicida: contra les males herbes
- Fungicida: contra els fongs
- Regulador de creixement vegetal
- Viricida: contra els virus.